# Primera División de Venezuela 2017
La temporada 2017 de la Primera División de Venezuela fue la 61.ª edición de la Primera División de Venezuela desde su creación en 1957. El torneo lo organizó la FVF y la ASOFUTVE.
Un total de 18 equipos participaron en la competición, incluyendo 16 equipos de la temporada anterior y 2 que ascendieron de la Segunda División.
La temporada comenzó el 28 de enero con el Torneo Apertura y culminó el 17 de diciembre con la final para definir el campeón absoluto.

## Aspectos generales

### Modalidad
El campeonato de Primera División constará de dos torneos: Apertura y Clausura;  cada uno con una fase final. Los Torneos se jugarán en un grupo de 18 equipos, todos contra todos a una vuelta cada uno, con tabla de clasificación independiente. Los mejores 8 en cada torneo clasifican a la liguilla (fase final) para definir al campeón.
También se elabora una Tabla Acumulada, la cual suma los resultados de las “Tablas Clasificatorias” de cada torneo corto; al final de la temporada, los dos equipos ubicados en las dos últimas posiciones de esta tabla descienden a la Segunda División 2018.
Finalmente para determinar el Campeón de la temporada, se jugará una serie final con partidos de ida y vuelta entre los campeones de cada uno de los torneos cortos. Sí un mismo equipo resulta campeón del Torneo Apertura y Clausura, entonces este será proclamado Campeón Absoluto.

## Equipos participantes

### Ascensos y descensos
| Pos. | a Primera División   |
| ---- | -------------------- |
| 1º   | Metropolitanos F.C.  |
| 2º   | Atlético Socopó F.C. |

| Pos. | a Segunda División          |
| ---- | --------------------------- |
| 17º  | Ureña S.C.                  |
| 18º  | Llaneros de Guanare E.F.    |
| 19º  | Petare F.C.                 |
| 20º  | Estudiantes de Caracas S.C. |

### Datos de los equipos
| A.C.C.D. Mineros de Guayana                 | Ciudad Guayana | Juan Domingo Tolisano  | CTE Cachamay                  | 35 | 1  |
| A.C. Deportivo Lara                         | Cabudare       | Leo González           | Metropolitano de Cabudare     | 7  | 1  |
| Aragua F.C.                                 | Maracay        | Antonio Franco         | Hermanos Ghersi               | 12 | —  |
| Atlético Socopó F.C.                        | Socopó         | Fernando Capobianco    | Rogelio Matos                 | 1  | —  |
| Atlético Venezuela C.F.                     | Caracas        | Alex Pallarés          | Brígido Iriarte               | 6  | —  |
| Carabobo F.C.                               | Valencia       | Julio César Baldivieso | Polideportivo Misael Delgado  | 17 | —  |
| Caracas F.C.                                | Caracas        | Noel Sanvicente        | Olímpico de la UCV            | 34 | 11 |
| Deportivo Anzoátegui S.C.                   | Puerto La Cruz | Charles López          | José Antonio Anzoátegui       | 9  | —  |
| Deportivo JBL del Zulia                     | Maracaibo      | Frank Flores           | José Encarnación Romero       | 2  | —  |
| Deportivo La Guaira F.C.                    | Caracas        | Pedro Depablos         | Olímpico de la UCV            | 8  | —  |
| Deportivo Táchira F.C.                      | San Cristóbal  | Francesco Stifano      | Polideportivo de Pueblo Nuevo | 44 | 8  |
| Estudiantes de Mérida F.C.                  | Mérida         | José Nabor Gavidia     | Metropolitano de Mérida       | 44 | 2  |
| Metropolitanos F.C.                         | Caracas        | Rafael Santana         | Brígido Iriarte               | 2  | —  |
| Monagas S.C.                                | Maturín        | Jhonny Ferreira        | Monumental de Maturín         | 21 | —  |
| Portuguesa F.C.                             | Araure         | Carlos H. Moreno       | José Antonio Páez             | 43 | 5  |
| Trujillanos F.C.                            | Valera         | Horacio Matuszyczk     | José Alberto Pérez            | 29 | —  |
| Zamora F.C.                                 | Barinas        | Alí Cañas              | Agustín Tovar                 | 12 | 3  |
| Zulia F.C.                                  | Maracaibo      | Carlos F. Maldonado    | José Encarnación Romero       | 10 | —  |
| Datos actualizados el 12 de octubre de 2017 |                |                        |                               |    |    |
| * Incluye temporada actual                  |                |                        |                               |    |    |

### Cambios de entrenadores
| Equipo                     | Entrenador (jornadas) |
| -------------------------- | --- |
| Portuguesa F.C.            | Horacio Matuszyczk (1-3) Apertura Carlos Horacio Moreno (4-...) Apertura                                                             |
| Trujillanos F.C.           | Darío Martínez (1-4) Apertura Cristian Ferlauto (5-17) Aper., (1-9) Clausura Horacio Matuszyczk (10-...) Clausura                    |
| Atlético Socopó F.C.       | Giovanny Pérez (1-8) Apertura Alberto Valencia (10-17) Aper., (1-10) Clausura Fernando Capobianco (11-...) Clausura                  |
| Estudiantes de Mérida F.C. | Juan Cruz Real (1-9) Apertura José Nabor Gavidia (10-...) Apertura                                                                   |
| Deportivo JBL del Zulia    | Frank Flores (1-10) Apertura José Cortina Henríquez (12-17) Apertura Juan David Escobar (1-7) Clausura Frank Flores (8-...) Clausura |

| Equipo                    | Entrenador (jornadas)                                                                                           |
| ------------------------- | --- |
| Atlético Venezuela C.F.   | Ignacio González (1-17) Apertura Alex Pallarés (1-...) Clausura                                                 |
| Deportivo Anzoátegui S.C. | Nicolás Larcamón (1-17) Aper., más Liguilla. Charles López (1-...) Clausura                                     |
| Zamora F.C.               | Francesco Stifano (1-17) Aper., más Liguilla. Luis Vera (1-6) Clausura Alí Cañas (7-...) Clausura               |
| Deportivo La Guaira F.C.  | Eduardo Saragó (1-17) Aper., más Liguilla. Pedro Depablos (1-...) Clausura                                      |
| Zulia F.C.                | Daniel Farías (1-17) Aper., (1-4) Clausura Miguelángel Acosta (5) Clausura Carlos F. Maldonado (6-...) Clausura |
| Deportivo Táchira F.C.    | Santiago Escobar (1-17) Aper., más Liguilla, (1-14) Clausura Francesco Stifano (15-...) Clausura                |

### Equipos por región
| Región            | N.º | Equipos                                                                        |
| ----------------- | --- | ------------------------------------------------------------------------------ |
| Los Andes         | 5   | Estudiantes de Mérida, Deportivo Táchira, Trujillanos, Atlético Socopó, Zamora |
| Capital           | 4   | Atlético Venezuela, Caracas, Deportivo La Guaira, Metropolitanos               |
| Centro Occidental | 2   | Deportivo Lara, Portuguesa                                                     |
| Central           | 2   | Aragua, Carabobo                                                               |
| Nor-Oriental      | 2   | Deportivo Anzoátegui, Monagas                                                  |
| Zuliana           | 2   | Zulia, Deportivo JBL                                                           |
| Guayana           | 1   | Mineros de Guayana                                                             |

## Tabla acumulada
Corresponde a la clasificación que obtienen los equipos durante la temporada 2017, es decir, la sumatoria de los puntos obtenidos en los dos torneos cortos (Torneo Apertura y Clausura); y donde la posición de cada equipo es independiente a la obtenida durante los 2 torneos anteriormente mencionados.
Al final los dos equipos mejor posicionados en la tabla, sin ser campeón de algunos de los dos torneos cortos, clasifica a la fase previa de la Copa Libertadores; y el siguiente (que no sea campeón, ni subcampeón de los torneos cortos, ni campeón de la Copa Venezuela) clasifica a la Copa Sudamericana.
|  |     | Equipo                       | PJ | PG | PE | PP | GF | GC | DG  | PTS |
|  | --- | ---------------------------- | -- | -- | -- | -- | -- | -- | --- | --- |
|  | 1.  | Carabobo F.C.                | 34 | 19 | 9  | 6  | 64 | 25 | +39 | 66  |
|  | 2.  | Deportivo Táchira F.C.       | 34 | 16 | 11 | 7  | 48 | 33 | +15 | 59  |
|  | 3.  | A.C.C.D. Mineros de Guayana1 | 34 | 16 | 8  | 10 | 58 | 48 | +10 | 56  |
|  | 4.  | A.C. Deportivo Lara          | 34 | 15 | 10 | 9  | 47 | 35 | +12 | 55  |
|  | 5.  | Zamora F.C.                  | 34 | 14 | 12 | 8  | 47 | 35 | +12 | 54  |
|  | 6.  | Monagas S.C.                 | 34 | 14 | 11 | 9  | 50 | 39 | +11 | 53  |
|  | 7.  | Caracas F.C.                 | 34 | 15 | 8  | 11 | 48 | 39 | +9  | 53  |
|  | 8.  | Deportivo La Guaira F.C.     | 34 | 13 | 8  | 13 | 47 | 39 | +8  | 47  |
|  | 9.  | Estudiantes de Mérida F.C.   | 34 | 11 | 13 | 10 | 37 | 39 | -2  | 46  |
|  | 10. | Zulia F.C.2                  | 34 | 13 | 5  | 16 | 47 | 56 | -9  | 44  |
|  | 11. | Trujillanos F.C.             | 34 | 10 | 10 | 14 | 32 | 47 | -15 | 40  |
|  | 12. | Deportivo Anzoátegui S.C. 3  | 34 | 9  | 15 | 10 | 35 | 35 | 0   | 39  |
|  | 13. | Aragua F.C.                  | 34 | 9  | 12 | 13 | 34 | 42 | -8  | 39  |
|  | 14. | Portuguesa F.C.              | 34 | 8  | 14 | 12 | 35 | 46 | -11 | 38  |
|  | 15. | Metropolitanos F.C.          | 34 | 9  | 11 | 14 | 30 | 47 | -17 | 38  |
|  | 16. | Atlético Venezuela C.F.      | 34 | 9  | 9  | 16 | 39 | 52 | -13 | 36  |
|  | 17. | Deportivo JBL del Zulia (D)  | 34 | 10 | 5  | 19 | 34 | 54 | -20 | 35  |
|  | 18. | Atlético Socopó F.C. (D)     | 34 | 6  | 9  | 19 | 28 | 52 | -24 | 27  |

|  | Campeón Torneo Apertura. Clasificado para la Fase de grupos de la Copa Libertadores 2018. |
|  | Campeón Torneo Clausura. Clasificado para la Fase de grupos de la Copa Libertadores 2018. |
|  | Clasificados para la fase previa de la Copa Libertadores 2018.                            |
|  | Subcampeón Torneo Apertura. Clasificado a la Copa Sudamericana 2018.                      |
|  | Clasificado a la Copa Sudamericana 2018.                                                  |
|  | Descendido a la Segunda División 2018.                                                    |

Nota:
- 1 El partido entre Atlético Venezuela y Mineros de Guayana correspondiente a la 12.ª jornada, y que acabó con 2-1 para los locales, fue declarado como una victoria por 3-0 por alineación indebida de Angelo Peña[37] de Mineros de Guayana.
- 1 El partido entre Mineros de Guayana y Portuguesa correspondiente a la 13.ª jornada, y que acabó con 1-0 para los locales, fue declarado como una derrota por 0-3 por alineación indebida de Angelo Peña[37] de Mineros de Guayana.
- 2 El partido entre el Zulia y el Deportivo Táchira correspondiente a la 17.ª jornada, y que acabó con 2-0 para los locales, fue declarado como una derrota por 0-3 por alineación indebida de los jugadores extranjeros[38] (César Gómez, Hervé Kambou, Luciano Guaycochea y Sergio Unrein) por parte del Zulia.
- 3  Deportivo Anzoátegui: -3 puntos de penalización.
- 4  Deportivo Anzoátegui: No cumplir Pagos del equipo masculino y femenina.

### Evolución en la tabla de posiciones
| Jornada / Equipo  | Apertura | Apertura | Apertura | Apertura | Apertura | Apertura | Apertura | Apertura | Apertura | Apertura | Apertura | Apertura | Apertura | Apertura | Apertura | Apertura | Apertura | Clausura | Clausura | Clausura | Clausura | Clausura | Clausura | Clausura | Clausura | Clausura | Clausura | Clausura | Clausura | Clausura | Clausura | Clausura | Clausura | Clausura |
| Jornada / Equipo  | 1        | 2        | 3        | 4        | 5        | 6        | 7        | 8        | 9        | 10       | 11       | 12       | 13       | 14       | 15       | 16       | 17       | 18       | 19       | 20       | 21       | 22       | 23       | 24       | 25       | 26       | 27       | 28       | 29       | 30       | 31       | 32       | 33       | 34       |
| Jornada / Equipo  |          |          |          |          |          |          |          |          |          |          |          |          |          |          |          |          |          |          |          |          |          |          |          |          |          |          |          |          |          |          |          |          |          |          |
| ----------------- | -------- | -------- | -------- | -------- | -------- | -------- | -------- | -------- | -------- | -------- | -------- | -------- | -------- | -------- | -------- | -------- | -------- | -------- | -------- | -------- | -------- | -------- | -------- | -------- | -------- | -------- | -------- | -------- | -------- | -------- | -------- | -------- | -------- | -------- |
| Carabobo 2 3      | 12       | 15       | 14       | 15       | 15       | 13       | 10       | 8        | 8        | 3        | 3        | 2        | 2        | 2        | 2        | 2        | 2        | 2        | 2        | 2        | 2        | 2        | 2        | 2        | 1        | 1        | 1        | 1        | 1        | 1        | 1        | 1        | 1        | 1        |
| Táchira 1 12 13   | 10       | 7        | 4        | 4        | 8        | 4        | 3        | 2        | 2        | 2        | 1        | 1        | 1        | 1        | 1        | 1        | 1        | 1        | 1        | 1        | 1        | 1        | 1        | 1        | 2        | 2        | 2        | 2        | 2        | 2        | 2        | 2        | 2        | 2        |
| Mineros 2         | 11       | 8        | 8        | 2        | 7        | 5        | 5        | 6        | 9        | 11       | 11       | 12       | 14       | 14       | 13       | 12       | 10       | 8        | 9        | 8        | 7        | 5        | 6        | 4        | 5        | 5        | 5        | 5        | 4        | 3        | 4        | 4        | 5        | 3        |
| Lara 4 10         | 5        | 10       | 5        | 5        | 3        | 1        | 1        | 1        | 3        | 4        | 4        | 4        | 4        | 9        | 11       | 13       | 12       | 13       | 13       | 12       | 11       | 11       | 9        | 8        | 7        | 6        | 7        | 6        | 6        | 6        | 6        | 6        | 6        | 4        |
| Zamora 4 6 8 9    | 2        | 1        | 1        | 1        | 4        | 2        | 2        | 3        | 1        | 1        | 2        | 3        | 3        | 3        | 3        | 3        | 3        | 3        | 4        | 5        | 8        | 8        | 7        | 9        | 9        | 9        | 6        | 7        | 7        | 7        | 7        | 7        | 7        | 5        |
| Monagas 7 10      | 7        | 11       | 13       | 13       | 10       | 7        | 8        | 7        | 4        | 5        | 5        | 5        | 5        | 7        | 8        | 4        | 6        | 6        | 6        | 7        | 6        | 7        | 5        | 6        | 4        | 4        | 4        | 3        | 5        | 5        | 5        | 5        | 3        | 6        |
| Caracas 5         | 6        | 3        | 9        | 10       | 11       | 11       | 12       | 11       | 12       | 12       | 12       | 13       | 13       | 8        | 6        | 6        | 5        | 5        | 5        | 3        | 3        | 3        | 3        | 3        | 3        | 3        | 3        | 4        | 5        | 4        | 3        | 3        | 4        | 7        |
| La Guaira 11      | 1        | 5        | 2        | 3        | 1        | 3        | 6        | 9        | 11       | 13       | 13       | 10       | 10       | 6        | 10       | 8        | 8        | 9        | 7        | 6        | 5        | 6        | 8        | 7        | 8        | 7        | 8        | 8        | 8        | 8        | 8        | 8        | 9        | 8        |
| Estudiantes       | 4        | 4        | 10       | 11       | 12       | 12       | 13       | 14       | 15       | 15       | 15       | 15       | 15       | 15       | 14       | 14       | 14       | 12       | 10       | 11       | 12       | 12       | 12       | 12       | 12       | 12       | 11       | 11       | 11       | 11       | 9        | 9        | 8        | 9        |
| Zulia 5 11        | 14       | 9        | 6        | 8        | 2        | 6        | 7        | 5        | 7        | 6        | 8        | 11       | 11       | 12       | 4        | 9        | 9        | 10       | 11       | 10       | 10       | 10       | 11       | 10       | 11       | 11       | 12       | 12       | 13       | 12       | 12       | 12       | 10       | 10       |
| Trujillanos       | 17       | 13       | 16       | 17       | 18       | 16       | 14       | 15       | 14       | 10       | 9        | 8        | 8        | 11       | 12       | 11       | 13       | 14       | 14       | 13       | 13       | 15       | 15       | 15       | 15       | 15       | 14       | 14       | 14       | 14       | 14       | 16       | 13       | 11       |
| Anzoátegui 6 7 13 | 3        | 6        | 3        | 7        | 5        | 9        | 9        | 12       | 10       | 7        | 7        | 6        | 6        | 4        | 5        | 5        | 4        | 4        | 3        | 4        | 4        | 4        | 4        | 5        | 6        | 8        | 9        | 9        | 9        | 9        | 10       | 11       | 11       | 12       |
| Aragua            | 16       | 12       | 11       | 9        | 6        | 8        | 4        | 4        | 5        | 8        | 6        | 7        | 7        | 10       | 7        | 7        | 7        | 7        | 8        | 9        | 9        | 9        | 10       | 11       | 10       | 10       | 10       | 10       | 10       | 10       | 11       | 10       | 12       | 13       |
| Portuguesa 1      | 13       | 17       | 15       | 16       | 17       | 18       | 18       | 18       | 18       | 18       | 18       | 18       | 18       | 17       | 17       | 17       | 15       | 16       | 15       | 15       | 17       | 18       | 18       | 16       | 17       | 16       | 16       | 16       | 15       | 16       | 17       | 17       | 15       | 14       |
| Metropolitanos    | 9        | 14       | 17       | 18       | 16       | 17       | 15       | 13       | 13       | 14       | 14       | 14       | 12       | 13       | 15       | 15       | 16       | 17       | 16       | 16       | 18       | 14       | 14       | 14       | 14       | 13       | 13       | 13       | 12       | 13       | 13       | 13       | 14       | 15       |
| Atlco.Venezuela9  | 8        | 2        | 7        | 6        | 9        | 10       | 11       | 10       | 6        | 9        | 10       | 9        | 9        | 5        | 9        | 10       | 11       | 11       | 12       | 14       | 14       | 13       | 13       | 13       | 13       | 14       | 15       | 15       | 16       | 17       | 16       | 15       | 16       | 16       |
| Dvo. JBL 3 8 12   | 15       | 16       | 18       | 12       | 13       | 14       | 16       | 16       | 16       | 17       | 17       | 16       | 17       | 16       | 16       | 16       | 17       | 18       | 18       | 17       | 15       | 16       | 16       | 17       | 16       | 17       | 17       | 17       | 17       | 15       | 15       | 14       | 17       | 17       |
| Atlco. Socopó     | 18       | 18       | 12       | 14       | 14       | 15       | 17       | 17       | 17       | 16       | 16       | 17       | 16       | 18       | 18       | 18       | 18       | 15       | 17       | 18       | 16       | 17       | 17       | 18       | 18       | 18       | 18       | 18       | 18       | 18       | 18       | 18       | 18       | 18       |

## Definición Torneo Apertura
Se realiza una liguilla conformada por los primeros ocho equipos del Torneo Apertura, los cuales se enfrentan de acuerdo a la posición obtenida. Se juega en tres fases a doble partido, donde el partido de vuelta se juega en casa del equipo que haya obtenido mejor posición durante el torneo. El vencedor de la liguilla se proclama campeón del Torneo Apertura y obtiene plaza para la Copa Libertadores, y el subcampeón obtiene cupo para la Copa Sudamericana.
|  | Cuartos de final | Cuartos de final | Cuartos de final | Cuartos de final | Cuartos de final |   |       | Semifinales    | Semifinales | Semifinales | Semifinales | Semifinales |  |   | Final   | Final | Final | Final | Final |  |
|  |                  |                  |                  |                  |                  |   |       |                |             |             |             |             |  |   |         |       |       |       |       |  |
|  |                  |                  |                  |                  |                  |   |       |                |             |             |             |             |  |   |         |       |       |       |       |  |
|  | 1                | Dvo. Táchira     | 2                | 2                | 4                |   |       |                |             |             |             |             |  |   |         |       |       |       |       |  |
|  | 1                | Dvo. Táchira     | 2                | 2                | 4                |   |       |                |             |             |             |             |  |   |         |       |       |       |       |  |
|  | 8                | Dvo. La Guaira   | 3                | 2                | 5                |   |       |                |             |             |             |             |  |   |         |       |       |       |       |  |
|  | 8                | Dvo. La Guaira   | 3                | 2                | 5                |   | 8     | Dvo. La Guaira | 1           | 2           | 3 (3)       |             |  |   |         |       |       |       |       |  |
|  |                  |                  |                  |                  |                  |   | 8     | Dvo. La Guaira | 1           | 2           | 3 (3)       |             |  |   |         |       |       |       |       |  |
|  |                  |                  | 5                | Caracas (p)      | 2                | 1 | 3 (4) |                |             |             |             |             |  |   |         |       |       |       |       |  |
|  | 4                | Dvo. Anzoátegui  | 5                | Caracas (p)      | 2                | 1 | 3 (4) | 0              | 0           | 0           |             |             |  |   |         |       |       |       |       |  |
|  | 4                | Dvo. Anzoátegui  |                  |                  |                  |   |       |                |             | 0           |             |             |  |   |         |       |       |       |       |  |
|  | 5                | Caracas          | 1                | 0                | 1                |   |       |                |             |             |             |             |  |   |         |       |       |       |       |  |
|  | 5                | Caracas          | 1                | 0                | 1                |   |       |                |             |             |             |             |  | 5 | Caracas | 0     | 2     | 2     |       |  |
|  |                  |                  |                  |                  |                  |   |       |                |             |             |             |             |  | 5 | Caracas | 0     | 2     | 2     |       |  |
|  |                  |                  | 6                | Monagas (v.)     | 1                | 1 | 2     |                |             |             |             |             |  |   |         |       |       |       |       |  |
|  | 2                | Carabobo         | 6                | Monagas (v.)     | 1                | 1 | 2     | 0              | 2           | 2           |             |             |  |   |         |       |       |       |       |  |
|  | 2                | Carabobo         |                  |                  |                  |   |       |                |             | 2           |             |             |  |   |         |       |       |       |       |  |
|  | 7                | Aragua           | 1                | 0                | 1                |   |       |                |             |             |             |             |  |   |         |       |       |       |       |  |
|  | 7                | Aragua           | 1                | 0                | 1                |   | 2     | Carabobo       | 0           | 1           | 1           |             |  |   |         |       |       |       |       |  |
|  |                  |                  |                  |                  |                  |   | 2     | Carabobo       | 0           | 1           | 1           |             |  |   |         |       |       |       |       |  |
|  |                  |                  | 6                | Monagas (v.)     | 0                | 1 | 1     |                |             |             |             |             |  |   |         |       |       |       |       |  |
|  | 3                | Zamora           | 6                | Monagas (v.)     | 0                | 1 | 1     | 1              | 1           | 2           |             |             |  |   |         |       |       |       |       |  |
|  | 3                | Zamora           |                  |                  |                  |   |       |                |             | 2           |             |             |  |   |         |       |       |       |       |  |
|  | 6                | Monagas          | 3                | 3                | 6                |   |       |                |             |             |             |             |  |   |         |       |       |       |       |  |
|  | 6                | Monagas          | 3                | 3                | 6                |   |       |                |             |             |             |             |  |   |         |       |       |       |       |  |
|  |                  |                  |                  |                  |                  |   |       |                |             |             |             |             |  |   |         |       |       |       |       |  |

| Campeón                  |
| Monagas S.C. (1° Título) |

## Definición Torneo Clausura
Se realiza una liguilla conformada por los primeros ocho equipos del Torneo Clausura, los cuales se enfrentan de acuerdo a la posición obtenida. Se juega en tres fases a doble partido, donde el partido de vuelta se juega en casa del equipo que haya obtenido mejor posición durante el torneo. El vencedor de la liguilla se proclama campeón del TorneoClausura y obtiene plaza para la Copa Libertadores, y el subcampeón obtiene cupo para la Copa Sudamericana.
|  | Cuartos de final | Cuartos de final | Cuartos de final | Cuartos de final | Cuartos de final |   |       | Semifinales | Semifinales | Semifinales | Semifinales | Semifinales |  |   | Final     | Final | Final | Final | Final |  |
|  |                  |                  |                  |                  |                  |   |       |             |             |             |             |             |  |   |           |       |       |       |       |  |
|  |                  |                  |                  |                  |                  |   |       |             |             |             |             |             |  |   |           |       |       |       |       |  |
|  | 1                | Dvo. Lara        | 1                | 6                | 7                |   |       |             |             |             |             |             |  |   |           |       |       |       |       |  |
|  | 1                | Dvo. Lara        | 1                | 6                | 7                |   |       |             |             |             |             |             |  |   |           |       |       |       |       |  |
|  | 8                | Zamora           | 1                | 2                | 3                |   |       |             |             |             |             |             |  |   |           |       |       |       |       |  |
|  | 8                | Zamora           | 1                | 2                | 3                |   | 1     | Dvo. Lara   | 0           | 3           | 3           |             |  |   |           |       |       |       |       |  |
|  |                  |                  |                  |                  |                  |   | 1     | Dvo. Lara   | 0           | 3           | 3           |             |  |   |           |       |       |       |       |  |
|  |                  |                  | 5                | Monagas          | 1                | 0 | 1     |             |             |             |             |             |  |   |           |       |       |       |       |  |
|  | 4                | Estudiantes      | 5                | Monagas          | 1                | 0 | 1     | 1           | 0           | 1           |             |             |  |   |           |       |       |       |       |  |
|  | 4                | Estudiantes      |                  |                  |                  |   |       |             |             | 1           |             |             |  |   |           |       |       |       |       |  |
|  | 5                | Monagas          | 1                | 1                | 2                |   |       |             |             |             |             |             |  |   |           |       |       |       |       |  |
|  | 5                | Monagas          | 1                | 1                | 2                |   |       |             |             |             |             |             |  | 1 | Dvo. Lara | 0     | 1     | 1 (4) |       |  |
|  |                  |                  |                  |                  |                  |   |       |             |             |             |             |             |  | 1 | Dvo. Lara | 0     | 1     | 1 (4) |       |  |
|  |                  |                  | 2                | Mineros          | 1                | 0 | 1 (3) |             |             |             |             |             |  |   |           |       |       |       |       |  |
|  | 2                | Mineros          | 2                | Mineros          | 1                | 0 | 1 (3) | 1           | 2           | 3           |             |             |  |   |           |       |       |       |       |  |
|  | 2                | Mineros          |                  |                  |                  |   |       |             |             | 3           |             |             |  |   |           |       |       |       |       |  |
|  | 7                | Dvo. La Guaira   | 1                | 1                | 2                |   |       |             |             |             |             |             |  |   |           |       |       |       |       |  |
|  | 7                | Dvo. La Guaira   | 1                | 1                | 2                |   | 2     | Mineros     | 0           | 1           | 1           |             |  |   |           |       |       |       |       |  |
|  |                  |                  |                  |                  |                  |   | 2     | Mineros     | 0           | 1           | 1           |             |  |   |           |       |       |       |       |  |
|  |                  |                  | 3                | Carabobo FC      | 0                | 0 | 0     |             |             |             |             |             |  |   |           |       |       |       |       |  |
|  | 3                | Carabobo FC      | 3                | Carabobo FC      | 0                | 0 | 0     | 1           | 2           | 3           |             |             |  |   |           |       |       |       |       |  |
|  | 3                | Carabobo FC      |                  |                  |                  |   |       |             |             | 3           |             |             |  |   |           |       |       |       |       |  |
|  | 6                | Caracas FC       | 0                | 0                | 0                |   |       |             |             |             |             |             |  |   |           |       |       |       |       |  |
|  | 6                | Caracas FC       | 0                | 0                | 0                |   |       |             |             |             |             |             |  |   |           |       |       |       |       |  |
|  |                  |                  |                  |                  |                  |   |       |             |             |             |             |             |  |   |           |       |       |       |       |  |

| Campeón               |
| Dvo. Lara (2° Título) |

## Final del Campeonato Nacional
Esta final la disputarán el campeón del Torneo Apertura y el del Torneo Clausura, para definir al Campeón Absoluto de la temporada. Si un equipo se consagra campeón de los 2 torneos cortos, automáticamente se consagra Campeón Absoluto.
| Monagas S.C.   |  |  |  | Campeón del Torneo Apertura |
| Deportivo Lara |  |  |  | Campeón del Torneo Clausura |

### Ida
| 22    | Guardameta     | Alain Baroja      |     |
| 6     | Defensa        | Samuel Barbieri   |     |
| 25    | Defensa        | Joaquín Lencinas  |     |
| 3     | Defensa        | Lucas Trejo       |     |
| 19    | Defensa        | Oscar González    |     |
| 8     | Centrocampista | Javier García     |     |
| 7     | Centrocampista | Angel Lezama      | 77' |
| 21    | Centrocampista | Vicente Rodríguez | 61' |
| 20    | Delantero      | Luis Guerra       | 82' |
| 16    | Delantero      | Christian Flores  |     |
| 17    | Delantero      | Anthony Blondell  |     |
| D. T. | D. T.          | Jhonny Ferreira   |     |

| 1     | Guardameta     | Carlos Salazar    |     |
| 2     | Defensa        | Lenimger Bolívar  |     |
| 26    | Defensa        | Giacomo Di Giorgi | 29' |
| 4     | Defensa        | Leonardo Aponte   |     |
| 27    | Defensa        | Daniel Carrillo   |     |
| 15    | Centrocampista | Ricardo Andreutti |     |
| 5     | Centrocampista | Bernaldo Manzano  | 12' |
| 29    | Centrocampista | Manuel Godoy      |     |
| 17    | Centrocampista | Ely Valderrey     |     |
| 9     | Delantero      | Lucas Gómez       |     |
| 18    | Delantero      | Jesus Gonzalez    | 76' |
| D. T. | D. T.          | Leonardo González |     |

| 18 | Centrocampista | César Martínez | 61' |
| 9  | Delantero      | Juan Zarate    | 77' |
| 30 | Defensa        | Ismael Romero  | 82' |

| 14 | Centrocampista | Carlos Sierra    | 12' |
| 11 | Defensa        | Oswaldo Chaurant | 29' |
| 23 | Centrocampista | Jose Caraballo   | 76' |

| 34' | Jesus Gonzalez | 0:1 |

| 63' | Anthony Blondell |

| 78' | Carlos Salazar |

| Principal  | Alexis Herrera |
| Asistentes | Jorge Urrego   |
|            | Jairo Molina   |
| Cuarto     | Adrian Cabello |

|  |                    |      |      |
|  | Tiros              | 13   | 6    |
|  | Tiros a puerta     | 6    | 3    |
|  | Faltas             | 10   | 10   |
|  | Saques de esquina  | 3    | 3    |
|  | Fueras de juego    | 5    | 3    |
|  | Posesión del balón | 59 % | 41 % |

| 22    | Guardameta     | Alain Baroja      |     |
| 6     | Defensa        | Samuel Barbieri   |     |
| 25    | Defensa        | Joaquín Lencinas  |     |
| 3     | Defensa        | Lucas Trejo       |     |
| 19    | Defensa        | Oscar González    |     |
| 8     | Centrocampista | Javier García     |     |
| 7     | Centrocampista | Angel Lezama      | 77' |
| 21    | Centrocampista | Vicente Rodríguez | 61' |
| 20    | Delantero      | Luis Guerra       | 82' |
| 16    | Delantero      | Christian Flores  |     |
| 17    | Delantero      | Anthony Blondell  |     |
| D. T. | D. T.          | Jhonny Ferreira   |     |

| 1     | Guardameta     | Carlos Salazar    |     |
| 2     | Defensa        | Lenimger Bolívar  |     |
| 26    | Defensa        | Giacomo Di Giorgi | 29' |
| 4     | Defensa        | Leonardo Aponte   |     |
| 27    | Defensa        | Daniel Carrillo   |     |
| 15    | Centrocampista | Ricardo Andreutti |     |
| 5     | Centrocampista | Bernaldo Manzano  | 12' |
| 29    | Centrocampista | Manuel Godoy      |     |
| 17    | Centrocampista | Ely Valderrey     |     |
| 9     | Delantero      | Lucas Gómez       |     |
| 18    | Delantero      | Jesus Gonzalez    | 76' |
| D. T. | D. T.          | Leonardo González |     |

| 18 | Centrocampista | César Martínez | 61' |
| 9  | Delantero      | Juan Zarate    | 77' |
| 30 | Defensa        | Ismael Romero  | 82' |

| 14 | Centrocampista | Carlos Sierra    | 12' |
| 11 | Defensa        | Oswaldo Chaurant | 29' |
| 23 | Centrocampista | Jose Caraballo   | 76' |

| 34' | Jesus Gonzalez | 0:1 |

| 63' | Anthony Blondell |

| 78' | Carlos Salazar |

| Principal  | Alexis Herrera |
| Asistentes | Jorge Urrego   |
|            | Jairo Molina   |
| Cuarto     | Adrian Cabello |

|  |                    |      |      |
|  | Tiros              | 13   | 6    |
|  | Tiros a puerta     | 6    | 3    |
|  | Faltas             | 10   | 10   |
|  | Saques de esquina  | 3    | 3    |
|  | Fueras de juego    | 5    | 3    |
|  | Posesión del balón | 59 % | 41 % |

| 22    | Guardameta     | Alain Baroja      |     |
| 6     | Defensa        | Samuel Barbieri   |     |
| 25    | Defensa        | Joaquín Lencinas  |     |
| 3     | Defensa        | Lucas Trejo       |     |
| 19    | Defensa        | Oscar González    |     |
| 8     | Centrocampista | Javier García     |     |
| 7     | Centrocampista | Angel Lezama      | 77' |
| 21    | Centrocampista | Vicente Rodríguez | 61' |
| 20    | Delantero      | Luis Guerra       | 82' |
| 16    | Delantero      | Christian Flores  |     |
| 17    | Delantero      | Anthony Blondell  |     |
| D. T. | D. T.          | Jhonny Ferreira   |     |

| 1     | Guardameta     | Carlos Salazar    |     |
| 2     | Defensa        | Lenimger Bolívar  |     |
| 26    | Defensa        | Giacomo Di Giorgi | 29' |
| 4     | Defensa        | Leonardo Aponte   |     |
| 27    | Defensa        | Daniel Carrillo   |     |
| 15    | Centrocampista | Ricardo Andreutti |     |
| 5     | Centrocampista | Bernaldo Manzano  | 12' |
| 29    | Centrocampista | Manuel Godoy      |     |
| 17    | Centrocampista | Ely Valderrey     |     |
| 9     | Delantero      | Lucas Gómez       |     |
| 18    | Delantero      | Jesus Gonzalez    | 76' |
| D. T. | D. T.          | Leonardo González |     |

| 18 | Centrocampista | César Martínez | 61' |
| 9  | Delantero      | Juan Zarate    | 77' |
| 30 | Defensa        | Ismael Romero  | 82' |

| 14 | Centrocampista | Carlos Sierra    | 12' |
| 11 | Defensa        | Oswaldo Chaurant | 29' |
| 23 | Centrocampista | Jose Caraballo   | 76' |

| 34' | Jesus Gonzalez | 0:1 |

| 63' | Anthony Blondell |

| 78' | Carlos Salazar |

| Principal  | Alexis Herrera |
| Asistentes | Jorge Urrego   |
|            | Jairo Molina   |
| Cuarto     | Adrian Cabello |

|  |                    |      |      |
|  | Tiros              | 13   | 6    |
|  | Tiros a puerta     | 6    | 3    |
|  | Faltas             | 10   | 10   |
|  | Saques de esquina  | 3    | 3    |
|  | Fueras de juego    | 5    | 3    |
|  | Posesión del balón | 59 % | 41 % |

| 22    | Guardameta     | Alain Baroja      |     |
| 6     | Defensa        | Samuel Barbieri   |     |
| 25    | Defensa        | Joaquín Lencinas  |     |
| 3     | Defensa        | Lucas Trejo       |     |
| 19    | Defensa        | Oscar González    |     |
| 8     | Centrocampista | Javier García     |     |
| 7     | Centrocampista | Angel Lezama      | 77' |
| 21    | Centrocampista | Vicente Rodríguez | 61' |
| 20    | Delantero      | Luis Guerra       | 82' |
| 16    | Delantero      | Christian Flores  |     |
| 17    | Delantero      | Anthony Blondell  |     |
| D. T. | D. T.          | Jhonny Ferreira   |     |

| 1     | Guardameta     | Carlos Salazar    |     |
| 2     | Defensa        | Lenimger Bolívar  |     |
| 26    | Defensa        | Giacomo Di Giorgi | 29' |
| 4     | Defensa        | Leonardo Aponte   |     |
| 27    | Defensa        | Daniel Carrillo   |     |
| 15    | Centrocampista | Ricardo Andreutti |     |
| 5     | Centrocampista | Bernaldo Manzano  | 12' |
| 29    | Centrocampista | Manuel Godoy      |     |
| 17    | Centrocampista | Ely Valderrey     |     |
| 9     | Delantero      | Lucas Gómez       |     |
| 18    | Delantero      | Jesus Gonzalez    | 76' |
| D. T. | D. T.          | Leonardo González |     |

| 18 | Centrocampista | César Martínez | 61' |
| 9  | Delantero      | Juan Zarate    | 77' |
| 30 | Defensa        | Ismael Romero  | 82' |

| 14 | Centrocampista | Carlos Sierra    | 12' |
| 11 | Defensa        | Oswaldo Chaurant | 29' |
| 23 | Centrocampista | Jose Caraballo   | 76' |

| 34' | Jesus Gonzalez | 0:1 |

| 63' | Anthony Blondell |

| 78' | Carlos Salazar |

| Principal  | Alexis Herrera |
| Asistentes | Jorge Urrego   |
|            | Jairo Molina   |
| Cuarto     | Adrian Cabello |

|  |                    |      |      |
|  | Tiros              | 13   | 6    |
|  | Tiros a puerta     | 6    | 3    |
|  | Faltas             | 10   | 10   |
|  | Saques de esquina  | 3    | 3    |
|  | Fueras de juego    | 5    | 3    |
|  | Posesión del balón | 59 % | 41 % |

### Vuelta
| 1     | Guardameta     | Carlos Salazar    |     |
| 2     | Defensa        | Lenimger Bolívar  | 83' |
| 13    | Defensa        | Henry Pernía      |     |
| 4     | Defensa        | Leonardo Aponte   |     |
| 27    | Defensa        | Daniel Carrillo   | 65' |
| 28    | Centrocampista | Jesús Bueno       |     |
| 23    | Centrocampista | Jose Caraballo    |     |
| 14    | Centrocampista | Carlos Sierra     |     |
| 8     | Centrocampista | José Reyes        | 70' |
| 16    | Delantero      | Jesus Gonzalez    |     |
| 9     | Delantero      | Lucas Gómez       |     |
| D. T. | D. T.          | Leonardo González |     |

| 22    | Guardameta     | Alain Baroja     |       |
| 15    | Defensa        | Edwar Bracho     | 61'   |
| 25    | Defensa        | Joaquín Lencinas |       |
| 3     | Defensa        | Lucas Trejo      |       |
| 19    | Defensa        | Oscar González   |       |
| 14    | Centrocampista | Dager Palacios   | 90+2' |
| 8     | Centrocampista | Javier García    |       |
| 16    | Centrocampista | Christian Flores |       |
| 24    | Centrocampista | Yohanner García  |       |
| 20    | Delantero      | Luis Guerra      | 75'   |
| 17    | Delantero      | Anthony Blondell |       |
| D. T. | D. T.          | Jhonny Ferreira  |       |

| 11 | Defensa        | Oswaldo Chaurant | 65' |
| 17 | Centrocampista | Ely Valderrey    | 70' |
| 20 | Delantero      | José Michelena   | 83' |

| 30 | Defensa        | Ismael Romero     | 61'   |
| 23 | Centrocampista | Ágnel Flores      | 75'   |
| 21 | Centrocampista | Vicente Rodríguez | 90+2' |

| 37' · 80' | Anthony Blondell Ágnel Flores | 0:1 0:2 |

| 45+1' · 75' | Jose Caraballo Leonardo Aponte |

| 6' · 25' · 50' · 64' · 72' · 81' | Dager Palacios Anthony Blondell Edwar Bracho Yohanner García Oscar González Ágnel Flores |

| Principal  | José Argote     |
| Asistentes | Carlos López    |
|            | Luis Sánchez    |
| Cuarto     | Yersinia Correa |

| 1     | Guardameta     | Carlos Salazar    |     |
| 2     | Defensa        | Lenimger Bolívar  | 83' |
| 13    | Defensa        | Henry Pernía      |     |
| 4     | Defensa        | Leonardo Aponte   |     |
| 27    | Defensa        | Daniel Carrillo   | 65' |
| 28    | Centrocampista | Jesús Bueno       |     |
| 23    | Centrocampista | Jose Caraballo    |     |
| 14    | Centrocampista | Carlos Sierra     |     |
| 8     | Centrocampista | José Reyes        | 70' |
| 16    | Delantero      | Jesus Gonzalez    |     |
| 9     | Delantero      | Lucas Gómez       |     |
| D. T. | D. T.          | Leonardo González |     |

| 22    | Guardameta     | Alain Baroja     |       |
| 15    | Defensa        | Edwar Bracho     | 61'   |
| 25    | Defensa        | Joaquín Lencinas |       |
| 3     | Defensa        | Lucas Trejo      |       |
| 19    | Defensa        | Oscar González   |       |
| 14    | Centrocampista | Dager Palacios   | 90+2' |
| 8     | Centrocampista | Javier García    |       |
| 16    | Centrocampista | Christian Flores |       |
| 24    | Centrocampista | Yohanner García  |       |
| 20    | Delantero      | Luis Guerra      | 75'   |
| 17    | Delantero      | Anthony Blondell |       |
| D. T. | D. T.          | Jhonny Ferreira  |       |

| 11 | Defensa        | Oswaldo Chaurant | 65' |
| 17 | Centrocampista | Ely Valderrey    | 70' |
| 20 | Delantero      | José Michelena   | 83' |

| 30 | Defensa        | Ismael Romero     | 61'   |
| 23 | Centrocampista | Ágnel Flores      | 75'   |
| 21 | Centrocampista | Vicente Rodríguez | 90+2' |

| 37' · 80' | Anthony Blondell Ágnel Flores | 0:1 0:2 |

| 45+1' · 75' | Jose Caraballo Leonardo Aponte |

| 6' · 25' · 50' · 64' · 72' · 81' | Dager Palacios Anthony Blondell Edwar Bracho Yohanner García Oscar González Ágnel Flores |

| Principal  | José Argote     |
| Asistentes | Carlos López    |
|            | Luis Sánchez    |
| Cuarto     | Yersinia Correa |

| 1     | Guardameta     | Carlos Salazar    |     |
| 2     | Defensa        | Lenimger Bolívar  | 83' |
| 13    | Defensa        | Henry Pernía      |     |
| 4     | Defensa        | Leonardo Aponte   |     |
| 27    | Defensa        | Daniel Carrillo   | 65' |
| 28    | Centrocampista | Jesús Bueno       |     |
| 23    | Centrocampista | Jose Caraballo    |     |
| 14    | Centrocampista | Carlos Sierra     |     |
| 8     | Centrocampista | José Reyes        | 70' |
| 16    | Delantero      | Jesus Gonzalez    |     |
| 9     | Delantero      | Lucas Gómez       |     |
| D. T. | D. T.          | Leonardo González |     |

| 22    | Guardameta     | Alain Baroja     |       |
| 15    | Defensa        | Edwar Bracho     | 61'   |
| 25    | Defensa        | Joaquín Lencinas |       |
| 3     | Defensa        | Lucas Trejo      |       |
| 19    | Defensa        | Oscar González   |       |
| 14    | Centrocampista | Dager Palacios   | 90+2' |
| 8     | Centrocampista | Javier García    |       |
| 16    | Centrocampista | Christian Flores |       |
| 24    | Centrocampista | Yohanner García  |       |
| 20    | Delantero      | Luis Guerra      | 75'   |
| 17    | Delantero      | Anthony Blondell |       |
| D. T. | D. T.          | Jhonny Ferreira  |       |

| 11 | Defensa        | Oswaldo Chaurant | 65' |
| 17 | Centrocampista | Ely Valderrey    | 70' |
| 20 | Delantero      | José Michelena   | 83' |

| 30 | Defensa        | Ismael Romero     | 61'   |
| 23 | Centrocampista | Ágnel Flores      | 75'   |
| 21 | Centrocampista | Vicente Rodríguez | 90+2' |

| 37' · 80' | Anthony Blondell Ágnel Flores | 0:1 0:2 |

| 45+1' · 75' | Jose Caraballo Leonardo Aponte |

| 6' · 25' · 50' · 64' · 72' · 81' | Dager Palacios Anthony Blondell Edwar Bracho Yohanner García Oscar González Ágnel Flores |

| Principal  | José Argote     |
| Asistentes | Carlos López    |
|            | Luis Sánchez    |
| Cuarto     | Yersinia Correa |

| 1     | Guardameta     | Carlos Salazar    |     |
| 2     | Defensa        | Lenimger Bolívar  | 83' |
| 13    | Defensa        | Henry Pernía      |     |
| 4     | Defensa        | Leonardo Aponte   |     |
| 27    | Defensa        | Daniel Carrillo   | 65' |
| 28    | Centrocampista | Jesús Bueno       |     |
| 23    | Centrocampista | Jose Caraballo    |     |
| 14    | Centrocampista | Carlos Sierra     |     |
| 8     | Centrocampista | José Reyes        | 70' |
| 16    | Delantero      | Jesus Gonzalez    |     |
| 9     | Delantero      | Lucas Gómez       |     |
| D. T. | D. T.          | Leonardo González |     |

| 22    | Guardameta     | Alain Baroja     |       |
| 15    | Defensa        | Edwar Bracho     | 61'   |
| 25    | Defensa        | Joaquín Lencinas |       |
| 3     | Defensa        | Lucas Trejo      |       |
| 19    | Defensa        | Oscar González   |       |
| 14    | Centrocampista | Dager Palacios   | 90+2' |
| 8     | Centrocampista | Javier García    |       |
| 16    | Centrocampista | Christian Flores |       |
| 24    | Centrocampista | Yohanner García  |       |
| 20    | Delantero      | Luis Guerra      | 75'   |
| 17    | Delantero      | Anthony Blondell |       |
| D. T. | D. T.          | Jhonny Ferreira  |       |

| 11 | Defensa        | Oswaldo Chaurant | 65' |
| 17 | Centrocampista | Ely Valderrey    | 70' |
| 20 | Delantero      | José Michelena   | 83' |

| 30 | Defensa        | Ismael Romero     | 61'   |
| 23 | Centrocampista | Ágnel Flores      | 75'   |
| 21 | Centrocampista | Vicente Rodríguez | 90+2' |

| 37' · 80' | Anthony Blondell Ágnel Flores | 0:1 0:2 |

| 45+1' · 75' | Jose Caraballo Leonardo Aponte |

| 6' · 25' · 50' · 64' · 72' · 81' | Dager Palacios Anthony Blondell Edwar Bracho Yohanner García Oscar González Ágnel Flores |

| Principal  | José Argote     |
| Asistentes | Carlos López    |
|            | Luis Sánchez    |
| Cuarto     | Yersinia Correa |

| Campeón                                                             |
| Monagas SC Primera División 2017 Clasifica a Copa Libertadores 2018 |

## Estadísticas
| Anthony Blondell                                                                 | Monagas        | 24 | 34 | 0.62 |
| Tommy Tobar                                                                      | Carabobo       | 19 | 34 | 0.56 |
| Víctor Aquino                                                                    | Dvo. Táchira   | 18 | 33 | 0.55 |
| Gustavo Britos                                                                   | Metropolitanos | 16 | 31 | 0.52 |
| Juan García Reyes                                                                | Aragua         | 14 | 28 | 0.5  |
| Richard Blanco                                                                   | Mineros        | 14 | 29 | 0.48 |
| Edder Farías (A)                                                                 | Caracas        | 13 | 22 | 0.59 |
| Zamir Valoyes                                                                    | Dvo. La Guaira | 13 | 36 | 0.36 |
| Carlos Espinoza                                                                  | Estudiantes    | 11 | 24 | 0.46 |
| Cristian Novoa                                                                   | Carabobo       | 11 | 29 | 0.38 |
| Nota: * Incluye goles anotados en las Liguillas. * (A): Goleador Torneo Apertura |                |    |    |      |
| Última actualización: 31 de octubre de 2017                                      |                |    |    |      |
| Fuente: SoccerDataVEN                                                            |                |    |    |      |

| Jugador        | Equipo                  | Autogoles |
| -------------- | ----------------------- | --------- |
| Jerickson Lugo | Deportivo JBL del Zulia | 2         |
| Arles Flores   | Dvo. La Guaira          | 1         |
| Diego Guerrero | Dvo. La Guaira          | 1         |
| Dustin Valdez  | Aragua                  | 1         |
| Luis Rojas     | Trujillanos             | 1         |
| Rubén Ramírez  | Dvo. Anzoátegui         | 1         |

| Yohandry Orozco (A)                                                                        | Zulia          | 12 |
| Eduard Bello                                                                               | Carabobo       | 8  |
| Evelio Hernández                                                                           | Caracas        | 8  |
| Richard Blanco                                                                             | Mineros        | 8  |
| Zamir Valoyes                                                                              | Dvo. La Guaira | 8  |
| Aquiles Ocanto                                                                             | Carabobo       | 7  |
| Anthony Blondell                                                                           | Monagas        | 5  |
| Carlos Suárez                                                                              | Carabobo       | 5  |
| Edanyilber Navas                                                                           | Aragua         | 5  |
| Victor Aquino                                                                              | Dvo. Táchira   | 5  |
| Nota: * Incluye asistencias registradas en las Liguillas. * (A): Asistente Torneo Apertura |                |    |
| Última actualización: 27 de agosto de 2017                                                 |                |    |
| Fuente:SoccerDataVEN - transfermarkt                                                       |                |    |

## Datos y estadísticas
- Primer gol de la temporada: Anotado por Jesús Vargas, para Estudiantes de Mérida F.C. ante el Zulia F.C. (28 de enero de 2017)[39]

- Gol más rápido: A los 25 segundos por Brayan Palmezano, para el Zulia F.C. ante el Caracas F.C.. (3 de mayo de 2017).

- Gol más cercano al final del encuentro: Anotado a los 90+9 por José Bandéz, para el Carabobo F.C. ante el Portuguesa F.C.. (22 de abril de 2017).[40]

### Tripletas, pókers o repokers
Aquí se encuentra la lista de tripletas o hat-tricks y póker de goles (en general, tres o más goles anotados por un jugador en un mismo encuentro) convertidos en la temporada.
| Fecha      | Jugador           | Goles                | Local       | Resultado | Visitante           | Jornada              |
| ---------- | ----------------- | -------------------- | ----------- | --------- | ------------------- | -------------------- |
| 25/02/2017 | Luis González     | 36' (pen.) 87' 90+1' | Monagas     | 4 – 3     | Mineros             | Jornada 5 (Apertura) |
| 19/03/2017 | Juan García Reyes | 30' 36' 58'          | Mineros     | 3 – 3     | Aragua              | Jornada 8 (Apertura) |
| 06/08/2017 | Manuel Arteaga    | 45+1' 66' 79'        | Estudiantes | 1 – 3     | Deportivo La Guaira | Jornada 3 (Clausura) |